# Bryoxiphium madeirense
Bryoxiphium madeirense — вид моху з родини Bryoxiphiaceae. Ендемічний для острова Мадейра в північній Атлантиці, частина Португалії.
Природним середовищем існування є ліси помірного поясу. Перебуває під загрозою зникнення у зв'язку з втратою середовища проживання.
Вперше описаний у 1953 році.